# Perdita bishoppi
Perdita bishoppi är en biart som beskrevs av Cockerell 1906. Den ingår i släktet Perdita och familjen grävbin. Arten förekommer i USA.

## Beskrivning
Perdita bishoppi är ett litet bi, med en kroppslängd omkring 5 mm för honan, 3,5 till 4 mm för hanen. Huvud och mellankropp är mörkgröna och bakkroppen brunsvart. Munskölden (clypeus) är gul, överläppen (labrum) är gulbrun hos honan, gul hos hanen, antennernas ytterdel är helt och hållet gul hos hanen, brunaktig på ovansidan, gulaktig på undersidan hos honan, medan käkarna är gula, hos honan med röda spetsar. Huvud och mellankropp har kort, ljus behåring, tät hos honan, gles hos hanen. På mellankroppen är benen bruna med gula rötter, samt både vingrötter och vingar vitaktigt halvgenomskinliga, vingarna med blekgula ribbor. Hos honan har tergiterna 2 och 3 smala, gulaktiga tvärstrimmor.

## Taxonomi
Arten är indelad i de två underarterna Perdita bishoppi bishoppi Cockerell, 1906 och Perdita bishoppi planorum Timberlake, 1956.

## Utbredning
Utbredningsområdet omfattar Maryland, Colorado, Kansas, New Mexico, Texas, North Carolina, Georgia och Florida. Underarten P. b. planorum finns endast i Kansas och Texas. Populationen minskar.

## Ekologi
Arten är oligolektisk, den är specialiserad på korgblommiga växter, släktena kamferörter och Croptilon Flygtiden omfattar september månad.